# Lulanka
Lulanka (Fistularia) je rod ryb z čeledi lulankovití (Fistulariidae) žijící v teplých mořích. Vyznačují se velmi protáhlým tělem a trubicovitou tlamou. Mohou dorůst až dvoumetrové délky. Žijí osamoceně nebo v malých skupinách, díky štíhlému tělu posetému skvrnami se mohou ve dne skrývat mezi korály a v noci vyrážejí na lov. Živí se korýši a malými rybami.
Jsou popsány čtyři druhy:
- Fistularia commersonii – lulanka Commersonova (lulanka modroskvrnná)
- Fistularia corneta – lulanka tichomořská
- Fistularia petimba – lulanka štíhlá
- Fistularia tabacaria – lulanka troubelová[2]